# 鄭夢憲
郑梦宪（：／*/?；1948年9月14日 – 2003年8月4日）是韩国现代集团创始人郑周永的第五个儿子。在他父亲去世后，他继承了父亲的部分职责，成为现代峨山的董事长，该公司负责管理朝鲜和韩国之间的各种商业项目。他于2003年跳楼自杀。

## 职业生涯
郑梦宪1975年加入现代重工，1981年成为该公司航运部门的总裁。他的父亲、现代集团创始人郑周永对他的管理风格印象深刻，于1982年任命他负责公司的电子部门
1997年，郑周永任命郑梦宪为集团联席主席。2000年，在郑周永的次子郑梦九试图罢免郑梦宪之后，郑周永让郑梦宪担任集团唯一的董事长。同年晚些时候，郑周永宣布，他和他的儿子将辞去现代公司的所有管理职位，但郑梦宪仍将担任现代峨山集团的董事长。不过，郑梦九仍是现代汽车和起亚汽车的董事长
郑梦宪的父亲出生在日本控制的朝鲜，他任命郑梦宪处理现代汽车与朝鲜政府公司的业务。他对自己的职位感到自豪，据报道，他的办公室挂满现代公司官员在平壤会见金正日的照片，以及他带金正日参观现代公司经营的朝鲜度假胜地的照片

## 丑闻和自杀
2003年6月，郑梦宪因卷入“峰会换现金丑闻”而被指控篡改公司账簿，隐瞒金大中政府为筹备2000年朝韩峰会向朝鲜秘密转移数百万美元的资金。2003年8月4日，他从12楼的办公室跳楼自杀，此前他被迫在法庭上就转账一事作证，面临最高三年的监禁。